# Anomala maculifemorata
Anomala maculifemorata är en skalbaggsart som beskrevs av Ohaus 1912. Anomala maculifemorata ingår i släktet Anomala och familjen Rutelidae. Inga underarter finns listade i Catalogue of Life.